# グエン・ヴァン・レム
グエン・ヴァン・レム（ベトナム語：Nguyễn Văn Lém / 阮文歛、1931年または1932年-1968年2月1日?）は、南ベトナム解放民族戦線（ゲリラ）の士官。大尉。

## 略歴
1931年または1932年生まれとされ、サイゴン市(現,ホーチミン市)のビン・チャーン地区出身。彼には妻グエン・ティ・ロプと3人の子供がいた。女の子2人、男の子1人だった。
コードネームはバイ・ロップ。1968年2月1日、ベトナム戦争のテト攻勢にて、解放民族戦線の秘密軍事組織である「サイゴン特殊部隊」（サイゴン・レンジャーとも。ベトナム語：Biệt động Sài Gòn）の小隊長として南ベトナム政府軍の海軍司令部の襲撃を指揮した。攻撃は失敗し、南ベトナム軍兵士らによってサイゴンのチョロン地区近くで反政府蜂起の鎮圧にあたっていた国家警察長官のグエン・ゴク・ロアンのもとに連行され、そこでロアンによって射殺されたとされる。その射殺の模様は、米国の通信社やテレビ局の写真やテレビ映像にとらえられ、米国をはじめ世界に衝撃を与え、反戦活動を活発化させたといわれる。
しかし、このときロアンに射殺された人物が何者であるかについてはいまだに議論がある。サイゴン市の独立宮殿や米大使館を始めとする重要施設への奇襲攻撃を先鋒として担ったのはサイゴン特殊部隊であるが、暗号名バイ・ロップ（Bảy Lốp）ことグエン・ヴァン・レムは、16人の隊員から成る第3特殊部隊の指揮官で、海軍総司令部の攻撃に割り当てられていた。だが、彼らの攻撃は失敗し、隊員のうち14人が死亡、1人が捕虜となった。レムは、さらにその後に捕虜となったとも言われている。後に北ベトナム側が行った調査では、当時の現地指揮官やレムの妻が、問題の士官がレムに似ていると証言した。しかし、射殺事件現場近くの地域で解放区を宣言して蜂起した、解放軍第5区の副司令官たる政治委員、暗号名バイ・ネー（Bảy Nè）ことレ・コン・ナ（ベトナム語:Lê Công Nà）に似ていると証言する関係者も少なくなかった。現在までのところ、射殺された人物が少なくともベトコン側の人間であったことに特段の異論は出ていない。

## 写真

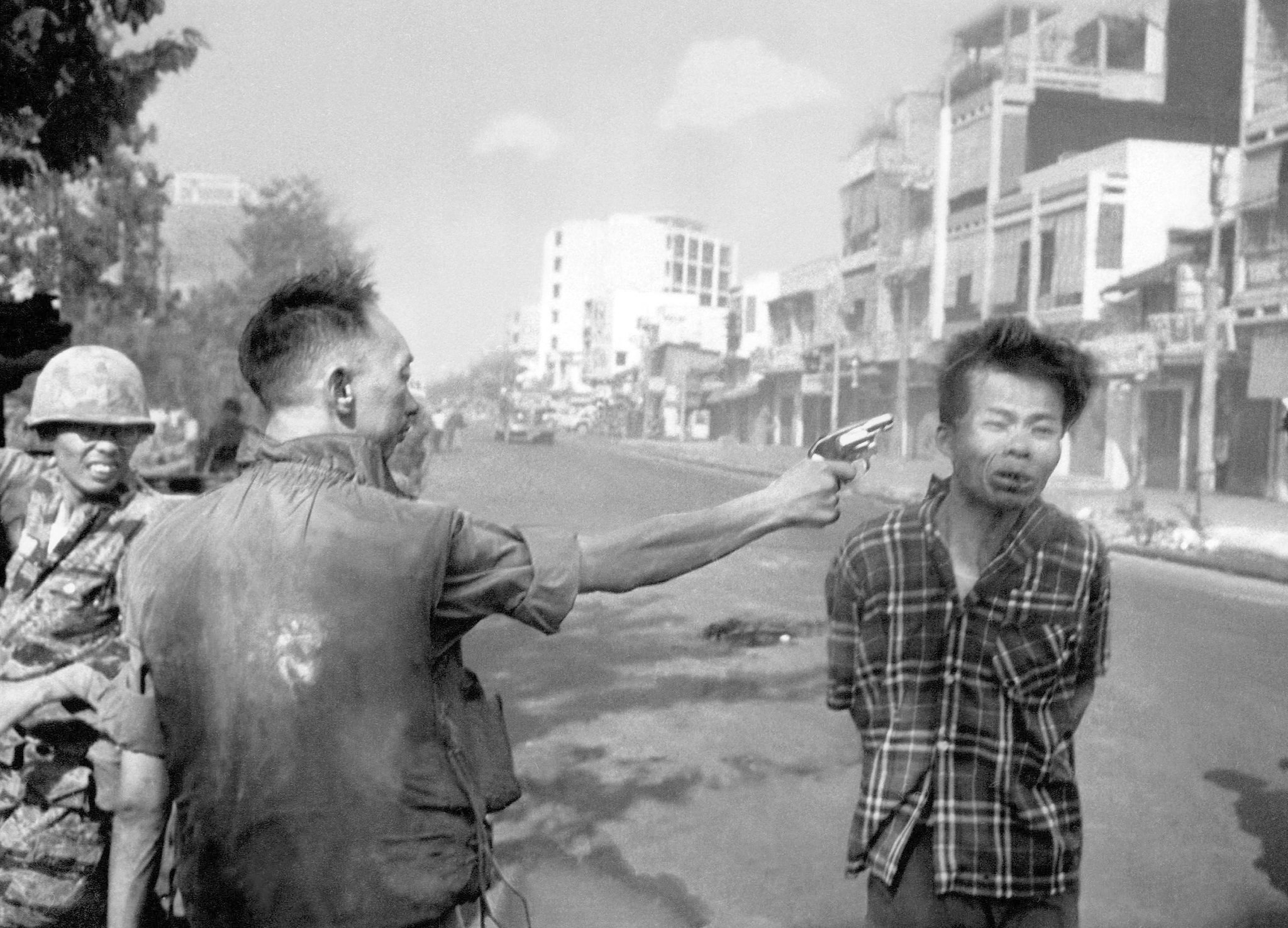
『サイゴンでの処刑』（1968年2月1日）

アメリカの写真家エディ・アダムズが撮影したこの射殺時の写真『サイゴンでの処刑』は翌日のニューヨークタイムズ紙の一面にも載り、この静止画である写真がNBCテレビによるニュース映像以上にアメリカの世論に影響を与え、終戦まで続く反戦運動をより活発化させたともいわれる。アダムスは1969年にピューリッツァー賞を受賞している。